# Some Hearts
Some Hearts é o álbum de estreia da cantora ganhadora da 4ª temporada de American Idol Carrie Underwood, lançado no final de 2005. Estreou em #2 na Billboard 200 Albuns e em #1 na Billboard Hot Country Albuns. Vendeu 7.288.000 cópias até novembro de 2012 e foi certificado 7x Platina nos Estados Unidos.
Em dezembro de 2009, foi eleito pela Billboard o Melhor Álbum Country da Década (Country Album of the Decade).
Before He Cheats, 4º single do CD, tornou Carrie Underwood famosa no Brasil. O clipe da música alcançou a 4ª posição no Top 20 do programa TVZ, do canal brasileiro Multishow, em 2007.
A música foi várias vezes cantada por calouros no Programa Raul Gil, da Rede Record.
Em 2010, "Before He Cheats" foi incluída na coletânea brasileira em CD "É POP!", lançada pela Som Livre.

## Faixas
1. "Wasted" (Troy Verges, Marv Green, Hillary Lindsey) – 4:34
2. "Don't Forget to Remember Me" (Morgane Hayes, Kelley Lovelace, Ashley Gorley) – 4:00
3. "Some Hearts" (Diane Warren) – 3:48
4. "Jesus, Take the Wheel" (Brett James, Lindsey, Gordie Sampson) – 3:46
5. "The Night Before (Life Goes On)" (Wendell Mobley, Neil Thrasher, Jimmy Olander) – 3:54
6. "Lessons Learned" (Warren) – 4:09
7. "Before He Cheats" (Chris Tompkins, Josh Kear) – 3:19
8. "Starts with Goodbye" (Angelo, Lindsey) – 4:06
9. "I Just Can't Live a Lie" (Steve Robson, Wayne Hector) – 3:59
10. "We're Young and Beautiful" (Rivers Rutherford, Steve McEwan) – 3:53
11. "That's Where It Is" (Melissa Peirce, Robson, Greg Becker) – 3:35
12. "Whenever You Remember" (Warren) – 3:47
13. "I Ain't in Checotah Anymore" (Carrie Underwood, Trey Bruce, Angelo) – 3:21
14. "Inside Your Heaven" (Andreas Carlsson, Pelle Nyhlén, Savan Kotecha) – 3:45

## Prêmios Ganhos
| Prêmio                                   | Categoria                                     |
| ---------------------------------------- | --------------------------------------------- |
| 41º Academy of Country Music Awards 2007 | Album of the Year                             |
| Billboard Music Awards 2006              | Album of the Year                             |
| Billboard Music Awards 2006              | Country Album of the Year                     |
| Billboard Music Awards 2006              | Female Billboard 200 Album Artist of the Year |
| American Music Awards 2007               | Favorite Country Album                        |
| Billboard Music Awards 2007              | Country Album of the Year                     |
| Billboard Music Awards 2009              | Country Album of the Decade                   |

## Recorde entre os American Idols
Vendendo mais de 7 milhões só nos Estados Unidos e certificado sete vezes com Platina, "Some Hearts" tornou-se o álbum de uma cantora revelada pelo American Idol mais bem sucedido nos Estados Unidos, superando o álbum Breakaway da cantora Kelly Clarkson.

## Singles
Some Hearts teve três singles que alcançaram o 1º lugar na Hot Country Songs da Billboard nos Estados Unidos e no Canadá: "Jesus, Take the Wheel","Wasted", "Before He Cheats" (seu maior hit até agora) e "Don't Forget To Remember Me", que chegou a #2 na mesma parada e #1 no Mediabase.
"Inside Your Heaven" foi o primeiro single a alcançar o topo da Billboard Hot 100.
Underwood performou seu primeiro single da carreira, "Inside Your Heaven", após ser coroada vencedora do American Idol 2005. Performou uma versão mais curta de "Jesus, Take The Wheel", segundo single, no CMA Awards 2005 e a versão completa da música no ACM Awards 2006, onde foi aplaudida de pé pela plateia, e no CMT Awards 2006. "Some Hearts", curto single lançado apenas nas rádios pop, Carrie performou no Billboard Music Awards 2006. Ela performou o terceiro single oficial, "Don't Forget To Remember Me", na final do American Idol 2006. "Before He Cheats", quarto single oficial, Underwood performou no CMA Awards 2006, no CMT Awards 2007 e no Grammy Awards 2008. No American Music Awards 2006, ela fez um medley de "Jesus, Take The Wheel", "Don't Forget To Remember Me" e "Before He Cheats". O quinto single, "Wasted", Carrie performou no ACM Awards 2007 e na final do American Idol 2007.
| Ano  | Single                        | Maior Posição               | Maior Posição           | Maior Posição           | Maior Posição  | Maior Posição           | Maior Posição | Maior Posição | Maior Posição | Maior Posição | RIAA        |
| Ano  | Single                        | Billboard Hot Country Songs | Billboard Hot 100 Songs | Billbaord Hot Pop Songs | Billboard A.C. | Billboard Digital Songs | CAN Country   | CAN Hot 100   | CAN           | World         | RIAA        |
| ---- | ----------------------------- | --------------------------- | ----------------------- | ----------------------- | -------------- | ----------------------- | ------------- | ------------- | ------------- | ------------- | ----------- |
| 2005 | "Inside Your Heaven"          | 52                          | 1                       | 1                       | 12             | 4                       | 4             | -             | 1             | 16            | Gold        |
| 2005 | "Jesus, Take the Wheel"       | 1                           | 20                      | 36                      | 23             | 18                      | 1             | -             | 16            | -             | 2× Platinum |
| 2005 | "Some Hearts"                 | -                           | -                       | 39                      | 12             | -                       | -             | -             | -             | -             | -           |
| 2006 | "Don't Forget to Remember Me" | 2                           | 49                      | 77                      | -              | 75                      | 1             | -             | 27            | -             | -           |
| 2006 | "Before He Cheats"            | 1                           | 8                       | 9                       | 6              | 10                      | 1             | 4             | 2             | 25            | 3× Platinum |
| 2007 | "Wasted"                      | 1                           | 37                      | 54                      | 47             | 45                      | 1             | 35            | 22            | -             | Gold        |

## Desempenho nas tabelas musicais e Certificações
| Tabelas musicais (2005)     | Melhor posição | Certificados | Vendas    |
| --------------------------- | -------------- | ------------ | --------- |
| Canada Albums Chart         | 10             | 3× Platina   | 300,000+  |
| United States Billboard 200 | 2              | 7× Platina   | 7.288.000 |